# Хельвезик
Хе́львезик (нем. Helvesiek) — коммуна в Германии, в земле Нижняя Саксония.
Входит в состав района Ротенбург-на-Вюмме. Подчиняется управлению Финтель. Население составляет 789 человек (на 31 декабря 2010 года). Занимает площадь 21,78 км².